# چنارشوره
چنارشوره، روستایی از توابع بخش پاپی شهرستان خرم‌آباد در استان لرستان ایران است که بیشتر از خورشیدوند ها تشکیل شده است
که عبدالحسین خورشیدوند شورای آن روستا است.

## جمعیت
این روستا در دهستان گریت قرار دارد و براساس سرشماری مرکز آمار ایران در سال ۱۳۸۵، جمعیت آن ۱۵۴ نفر (۳۲خانوار) بوده‌است.